# Lecythis lanceolata
Lecythis lanceolata là một loài thực vật linhin thuộc họ Lecythidaceae.
Loài này chỉ có ở Brasil, nơi chúng được gọi là sapucaia-mirim.